# 名古屋港シートレインランド

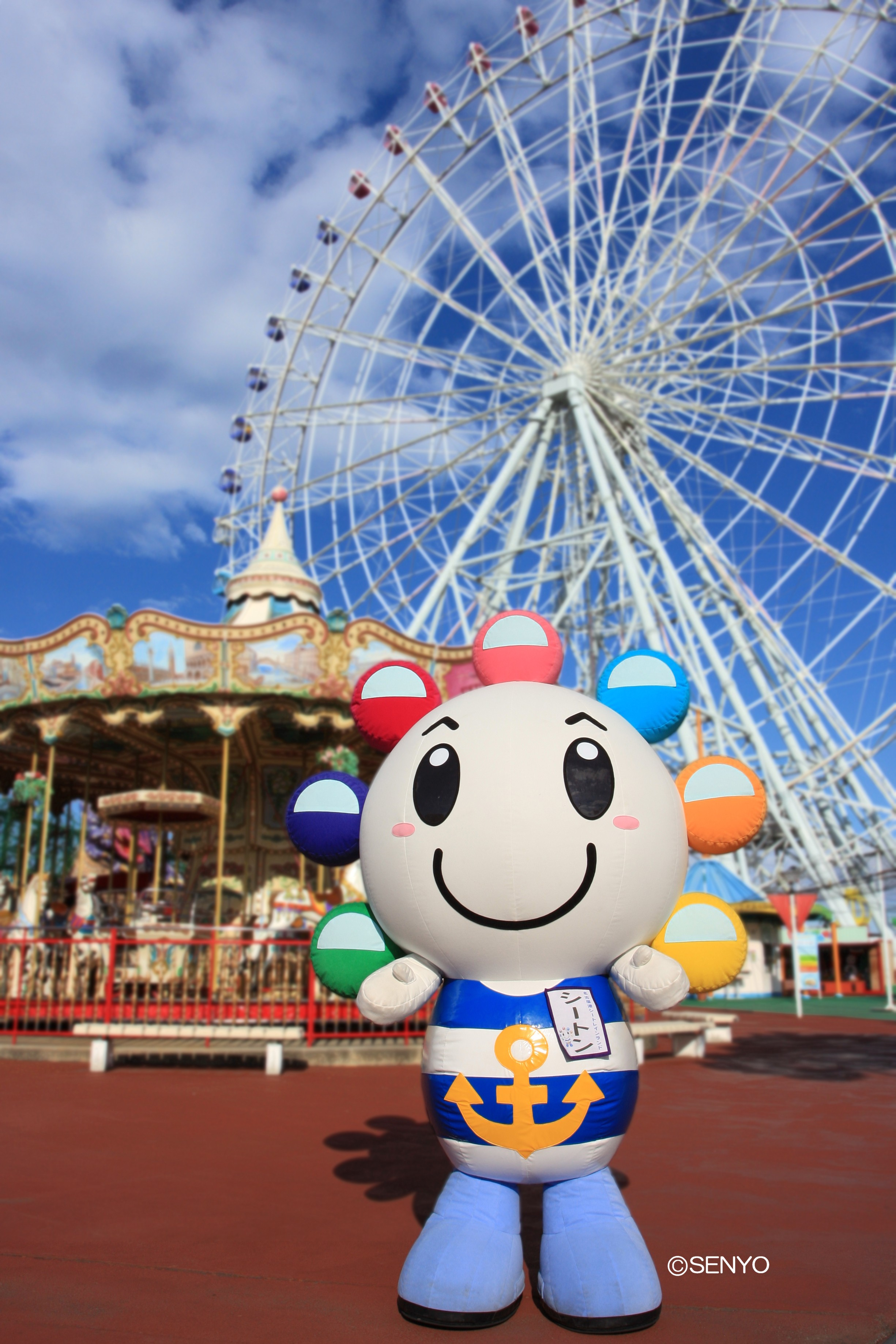
シートンくんとシートレインランド

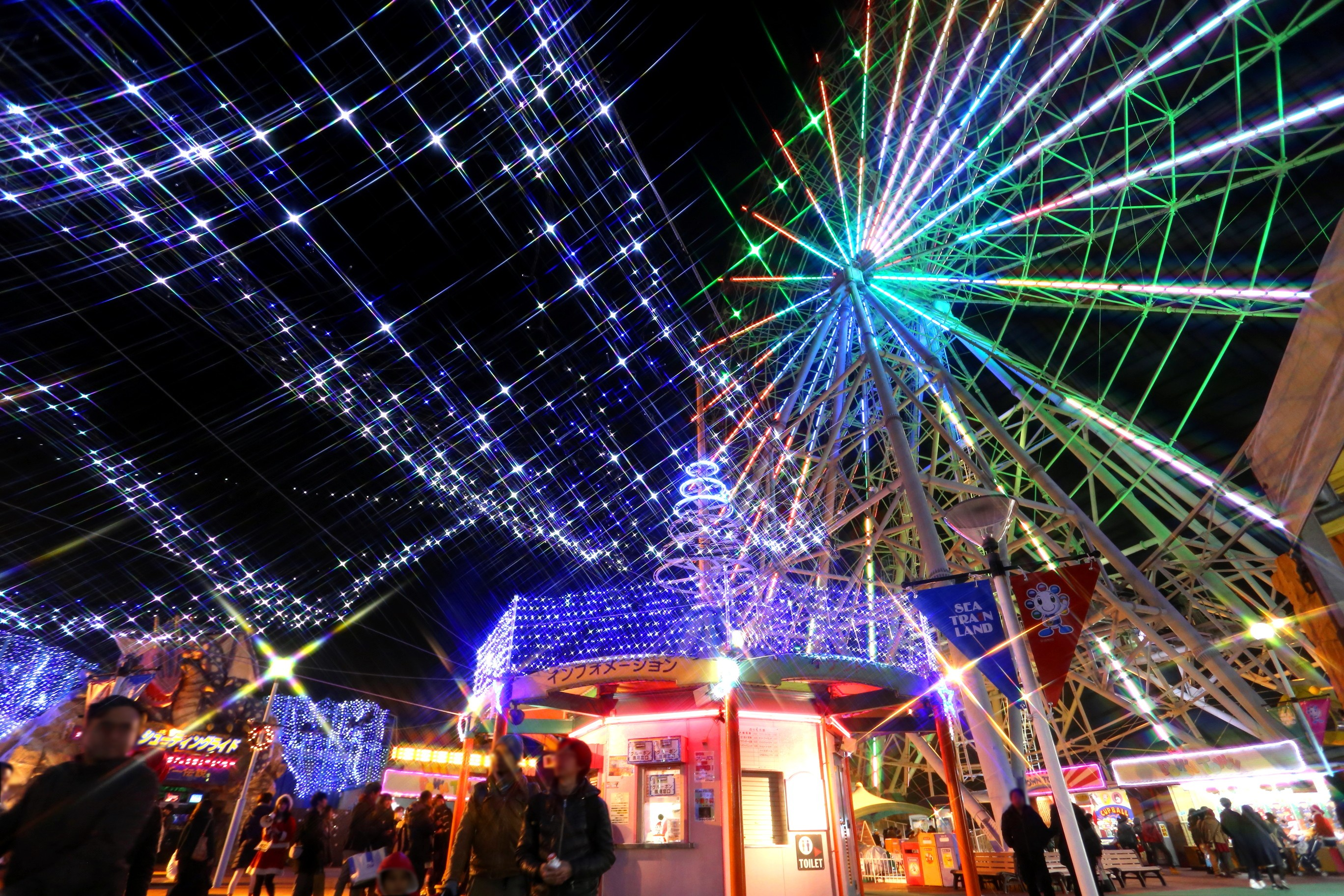
クリスマスイルミネーション

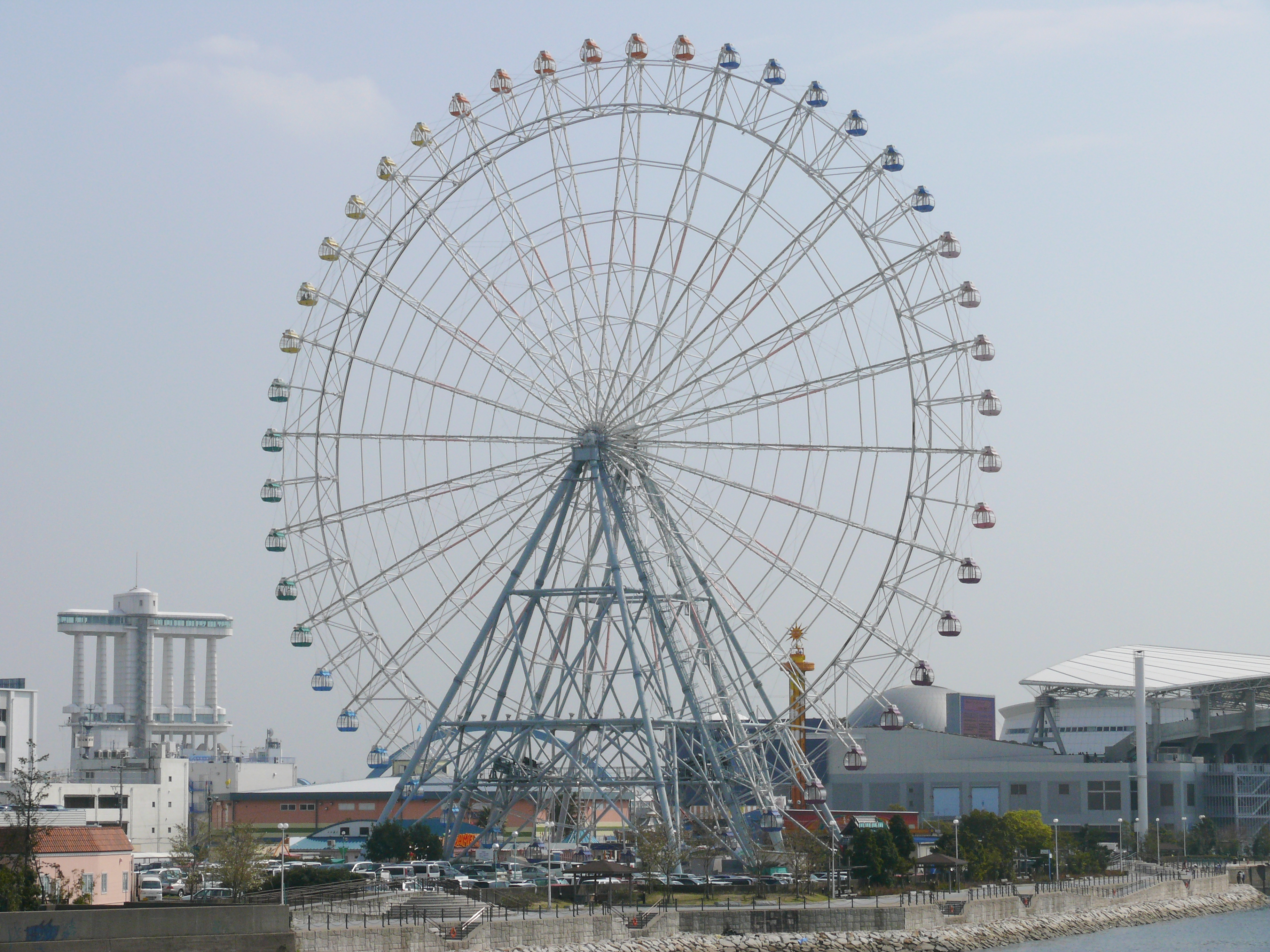
大観覧車

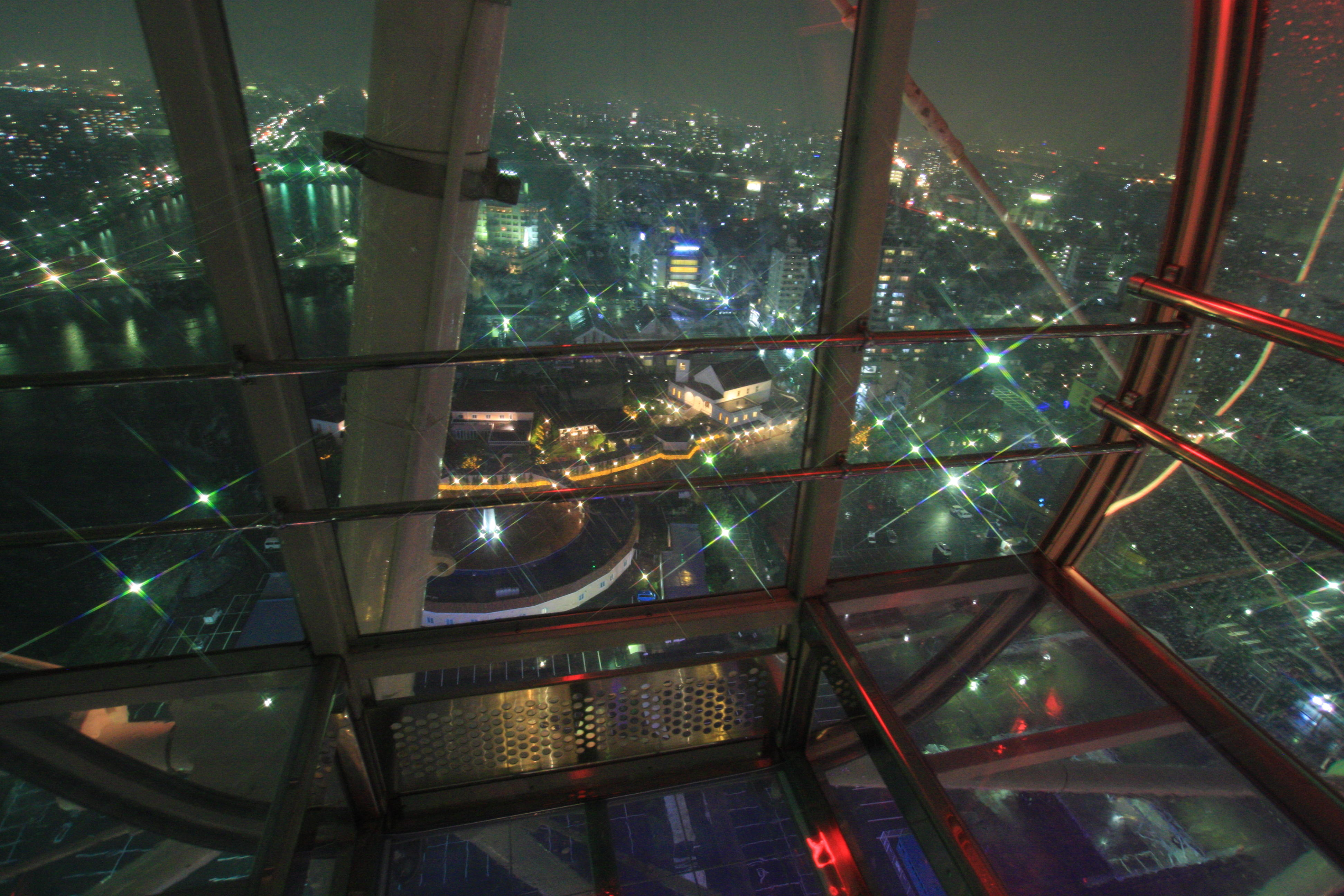
大観覧車・シースルーゴンドラ

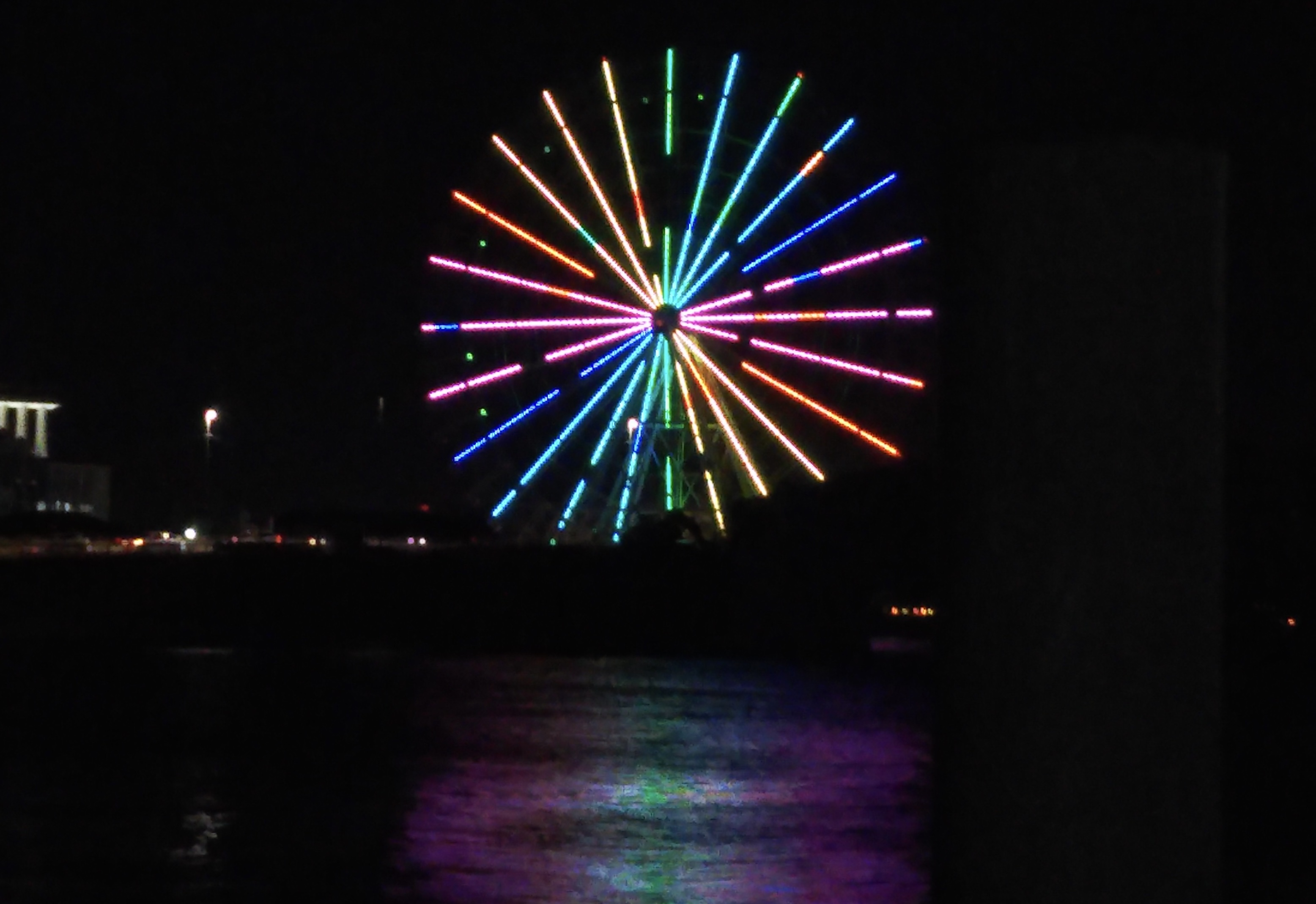
大観覧車（夜）

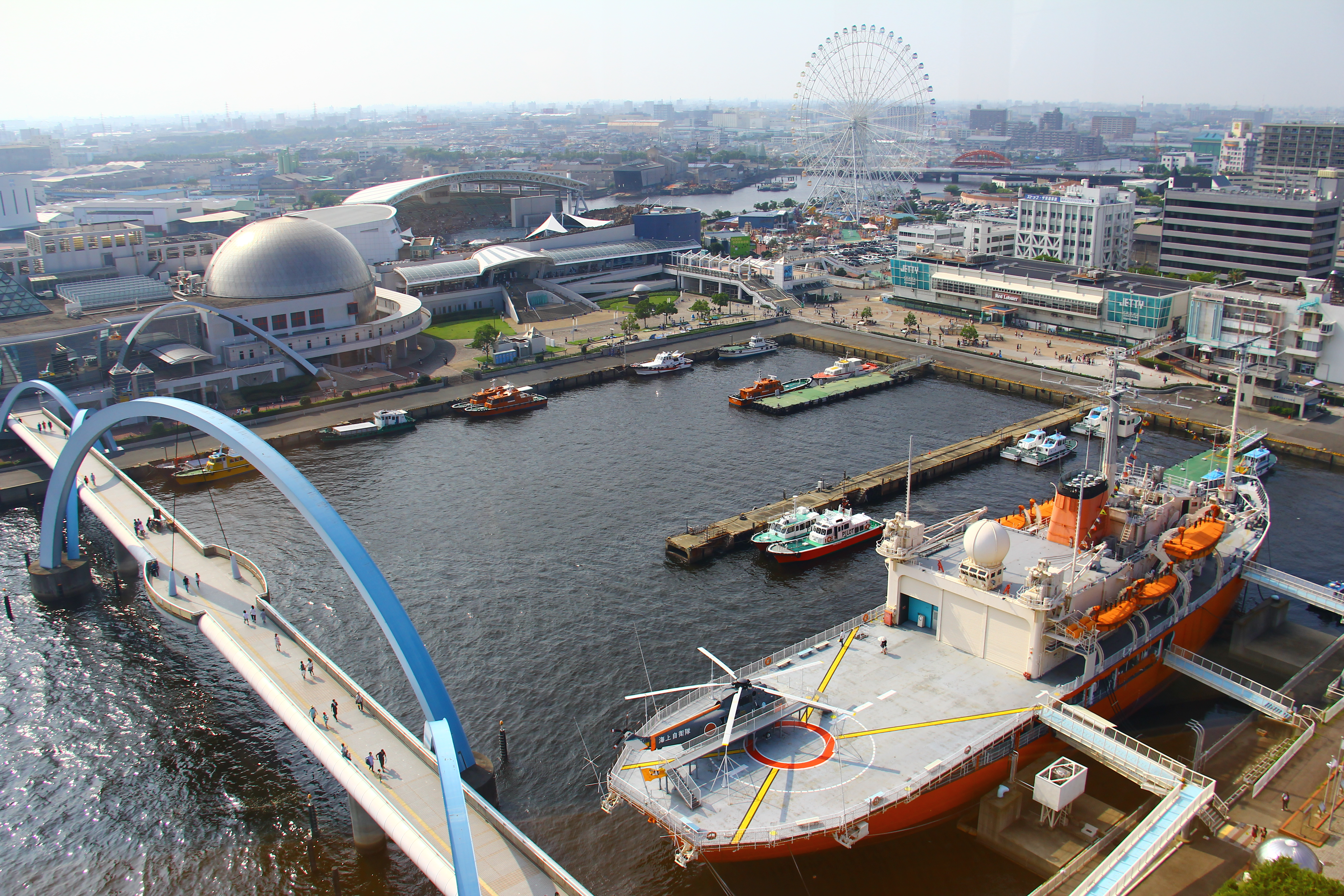
ガーデン埠頭

名古屋港シートレインランド（なごやこうシートレインランド）は、愛知県名古屋市港区西倉町にある遊園地。

## 概要
日本貨物鉄道（JR貨物）名古屋港駅の機能縮小に伴う跡地再開発によって建設され、泉陽興業が運営している。1995年（平成7年）7月15日に開園。カップルや家族連れのレジャー施設として賑わいをみせている。入園料金は無料だが、アトラクションは有料で利用時に料金を支払う。

## 主なアトラクション
- 大観覧車（高さ85m・東海地区最大級）
  - 名古屋港周辺のランドマークとなっており、伊勢湾・名古屋港一帯・名古屋市内を一望でき、晴天の日には遠く鈴鹿山脈・伊吹山系が見える事もある。
  - 2011年（平成23年）3月15日に「シースルーゴンドラ」2台設置（48台中）。
- カード迷路・ぐるり森大冒険
- ファミリースインガー
- 4D-KING（360・超立体シアター）
- シューティングライド サラマンダー伝説
- ファミリーコースター
- メリーゴーランド
- ノースポール（小型急流すべり）
- バトルファイアー（ウォーターシューティング）
- トレジャーコレクション・宝石さがし＆化石さがし
- カーニバルプラザ ダウンタウン（カーニバルゲーム）
- アミューズメントコーナー・海賊ゲーム島
- サファリペット
- バッテリーカー
- 定置式小型乗物
- ふれあいわんこハウス（2017年（平成29年）8月31日・営業終了）

## マスコットキャラクター
シートンくん
- 名古屋港シートレインランドの楽しさをPRするために誕生したキャラクターである。
- 誕生日は2012年（平成24年）7月15日。大観覧車の形をモチーフにしている。性別は男の子。

## 交通機関

### 鉄道・バス
- 名古屋市営地下鉄名港線 名古屋港駅
- 名古屋市営バス「なごや港」停留所
  - 名古屋臨海高速鉄道あおなみ線 稲永駅・野跡駅方面
  - 名古屋フェリーふ頭方面
  - 名鉄常滑線 柴田駅方面
  - 名古屋市営地下鉄桜通線 野並駅・鳴子北駅方面

## 周辺
日本貨物鉄道（JR貨物）の名古屋港駅跡地にあり（駅自体は現在も設置）東側周辺は倉庫街、西側は名古屋港シートレインランド防波堤広場を挟み中川運河の河口に面する。北側はシートレイン駐車場を挟み結婚式場のリュクスガーデン名古屋がある。南側は名古屋港水族館や南極観測船ふじなどがある名古屋港ガーデンふ頭の敷地となる。

## 名前の由来
日本語に直訳するとシーで海（sea）トレインで列車（train）となる。その名のとおり1990年代前半までここはJR貨物名古屋港駅の敷地の一部であった。しかし現在はその面影はほとんどない。